# كورونيل فريتاس
كورونيل فريتاس (بالبرتغالية: Coronel Freitas‏)؛ بلدية في ولاية سانتا كاتارينا في المنطقة الجنوبية من البرازيل.